# Comana Natúrpark
A Comana Natúrpark (románul Parcul Natural Comana) IUCN V-ös besorolású védett terület Románia déli részén, Giurgiu megye területén, Bukarest és Giurgiu városok között félúton.

## Fekvése
A Román-alföld középső részén, a Bukaresti-síkság és a Al-Duna árterülete között helyezkedik el, a Burnaz-síkság keleti részén. Bukaresttől és Giurgiutól egyaránt 20 km távolságra, a DN5-ös főút közelében található vizes élőhely és erdős terület. Kiterjedése mintegy 25 ezer ha. A Natúrpark a következő községek területén van kijelölve: Comana, Călugăreni, Colibași, Băneasa, Gostinari, Greaca, Mihai Bravu és Singureni. A Natúrpark meglátogatásához jelenleg (2024-ben) belépti díjat kell fizetni, ahol kiépített turisztikai ösvények és kilátók teszik lehetővé a terület közelebbi megszemlélését.

## Látnivalók
A Neajlov-folyó alsó szakasza Călugăreni és Comana települések között egy nagy kiterjedésű árterületen halad át, melyet Neajlov-deltának (Delta Neajlovului) is neveznek, majd beömlik a Comana-tóba (Balta Comana). A tavat az Argeș-folyóval egy csatorna köti össze, melyet ugyancsak Neajlov folyónak neveznek. A terület mintegy 1100 ha kiterjedésben a Duna-delta után a második legjelentősebb vizes élőhely Romániában.
A Natúrpark területén található még hat kiemelt ortodox műemléktemplom és két növényvédelmi rezervátum. A Natúrpark bejáratának közelében egy élménypark vonzza a látogatókat, a Comana Kalandpark, ahol összetett, fákon kiépített pályákat lehet teljesíteni.

## Természetvédelmi területek
Az Oloaga Grădinari erdőrezervátum 249 ha-os területen a szúrós csodabogyó (Ruscus aculeatus) védelmében volt létrehozva 2000-ben. A legenda szerint a növény azután jelent meg, miután Vlad Țepeș (Dracula) vajdát meggyilkolták a közelben.
A Padina Tătarului erdőrezervátum (Tatár-hátság) legfontosabb szerepe a bizánci bazsarózsa (Paeonia peregrina) védelme 232 ha területen. A bazsarózsa 2022-től Románia nemzeti virága.

## Galéria

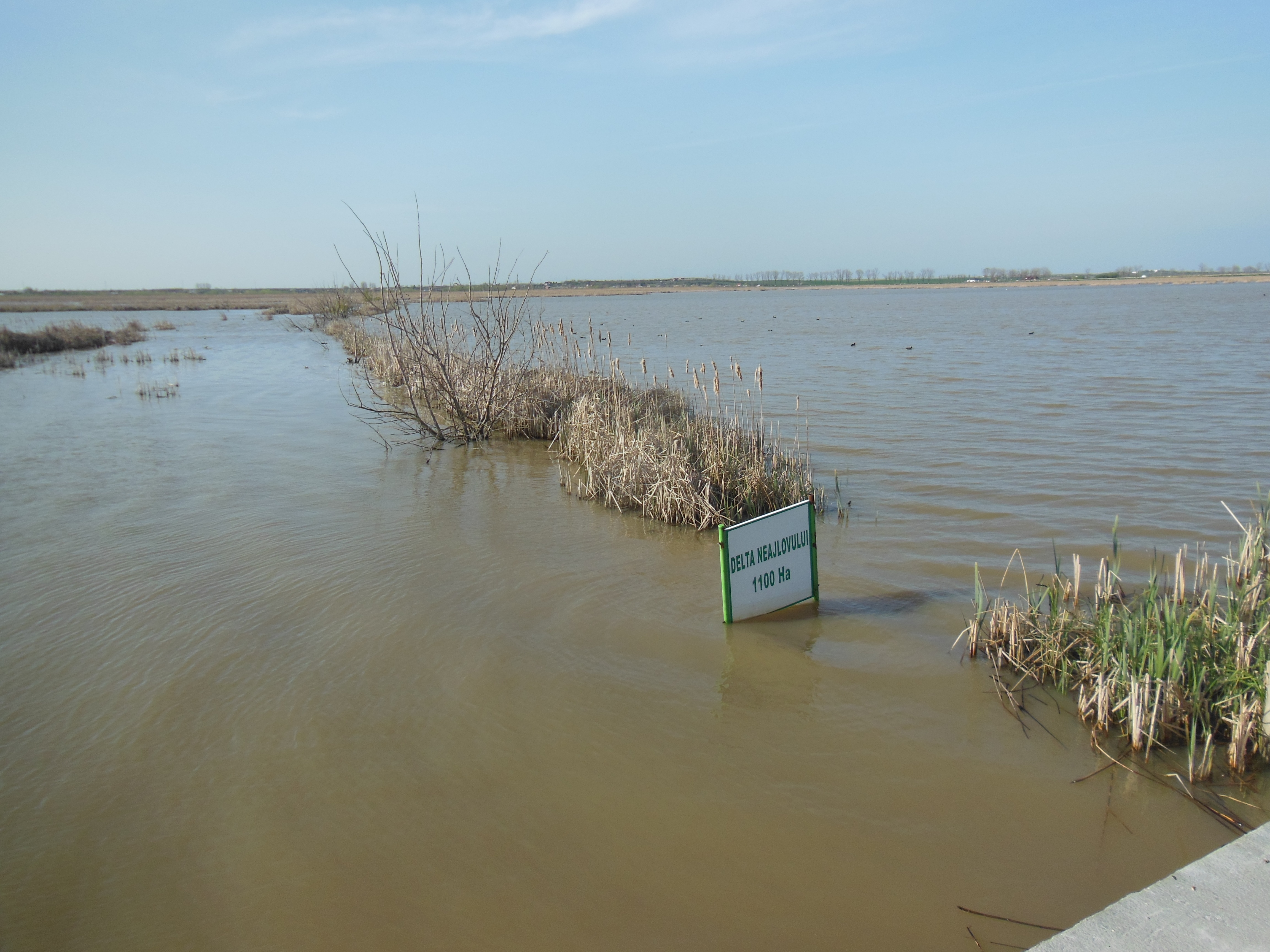
A Comana-tó
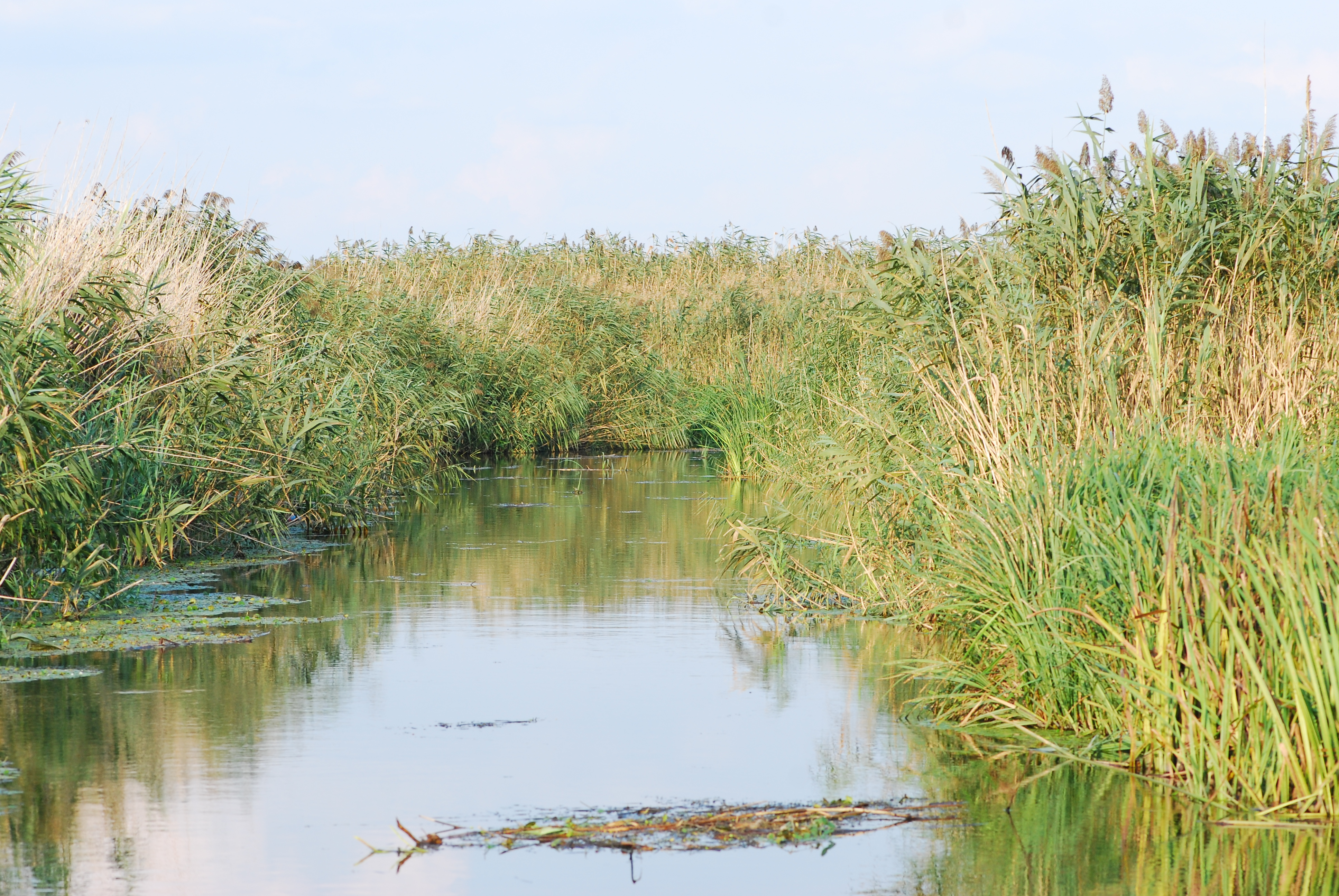
A Neajlov deltája Comana mellett
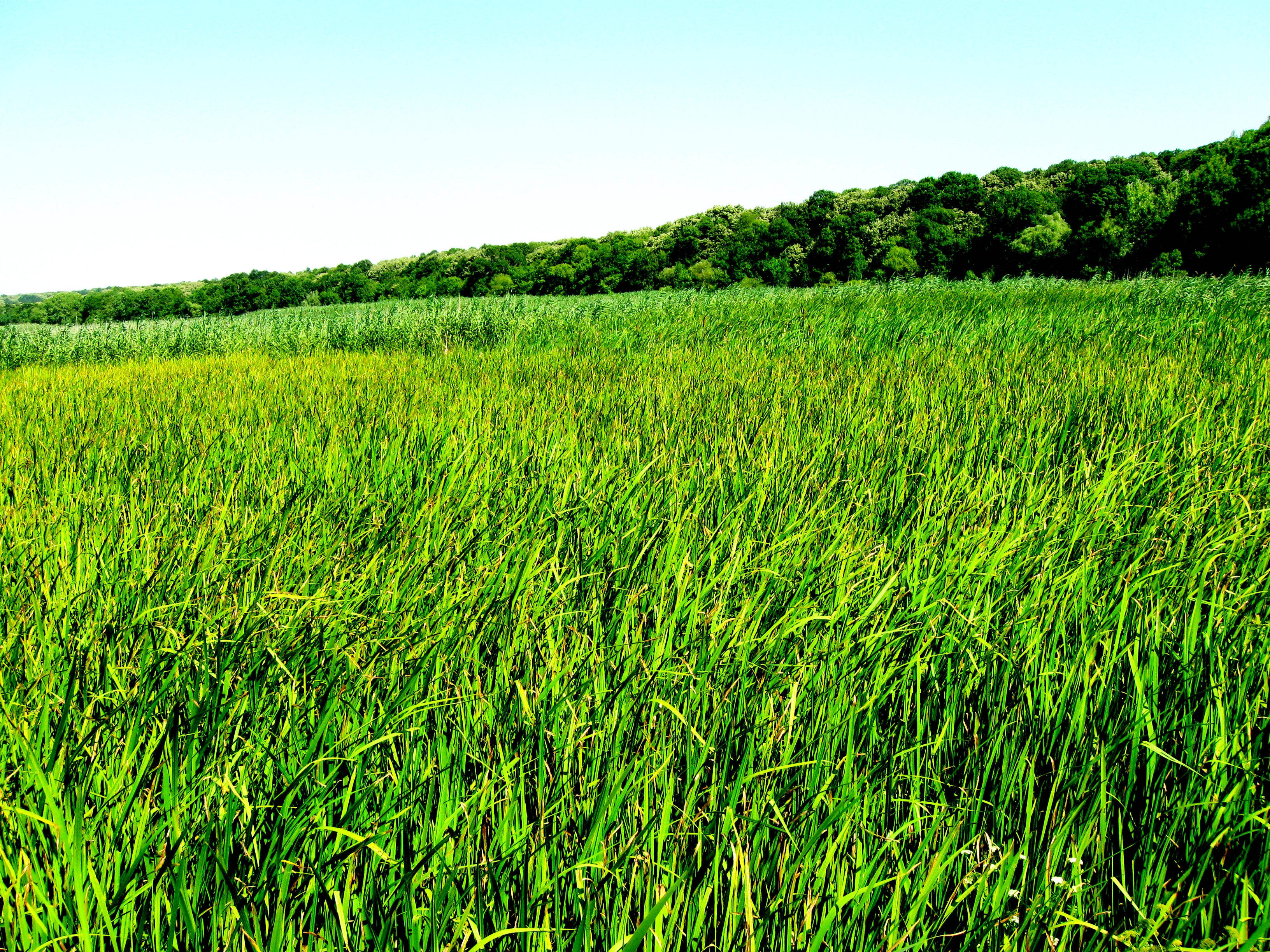
A Neajlov deltavidéke és a Comana-i erdő
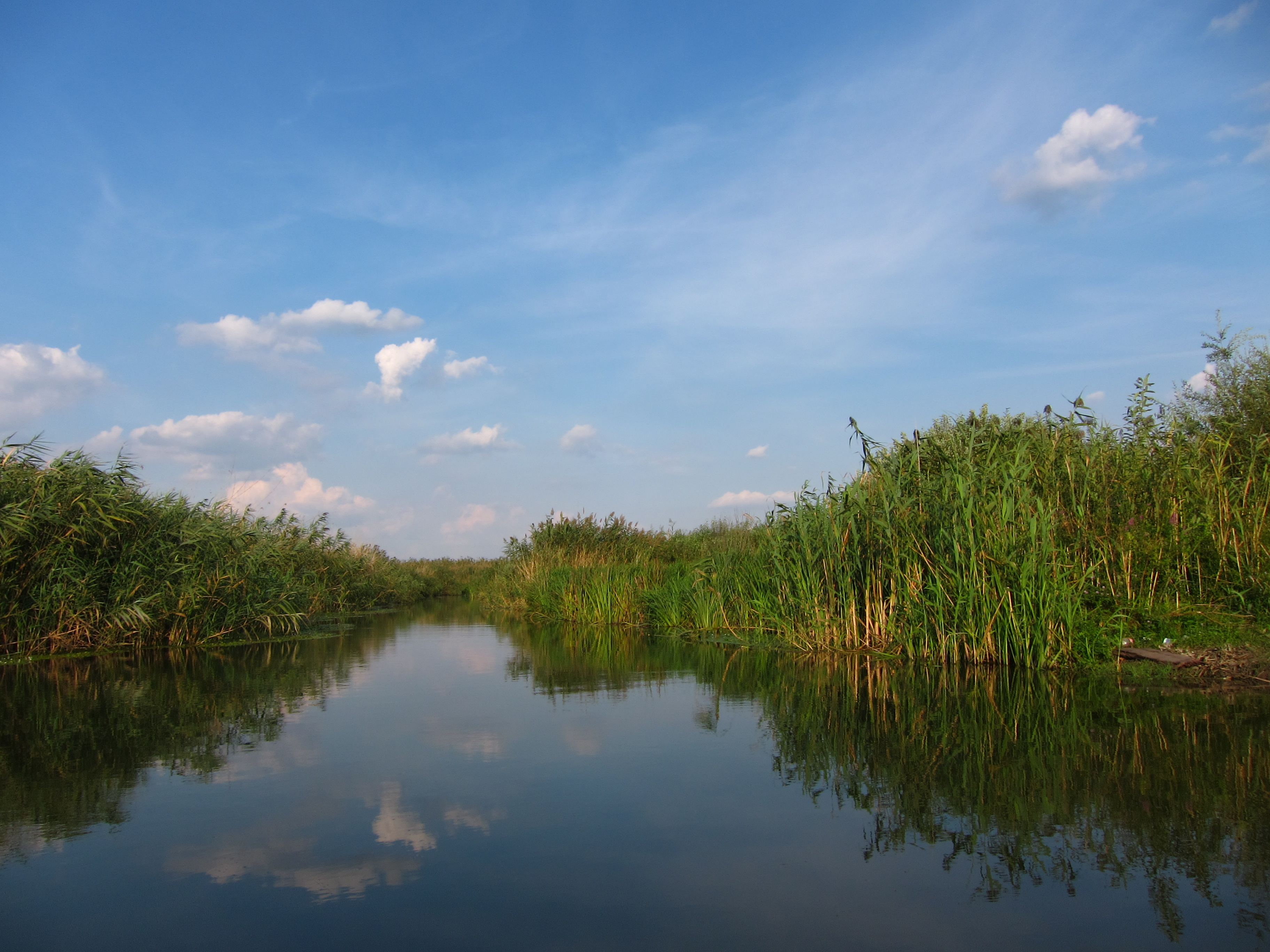
A Neajlov deltája